# August Martin Canthal

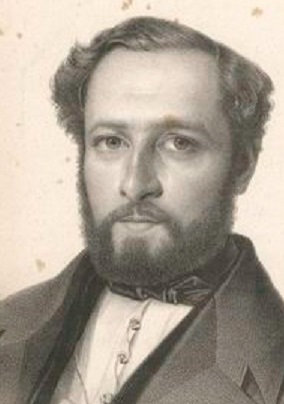
August M. Canthal

August Martin Canthal (* 1804 in Hamburg; † 31. Dezember 1881 ebenda) war ein deutscher Flötist, Dirigent und Komponist in Hamburg.

## Leben

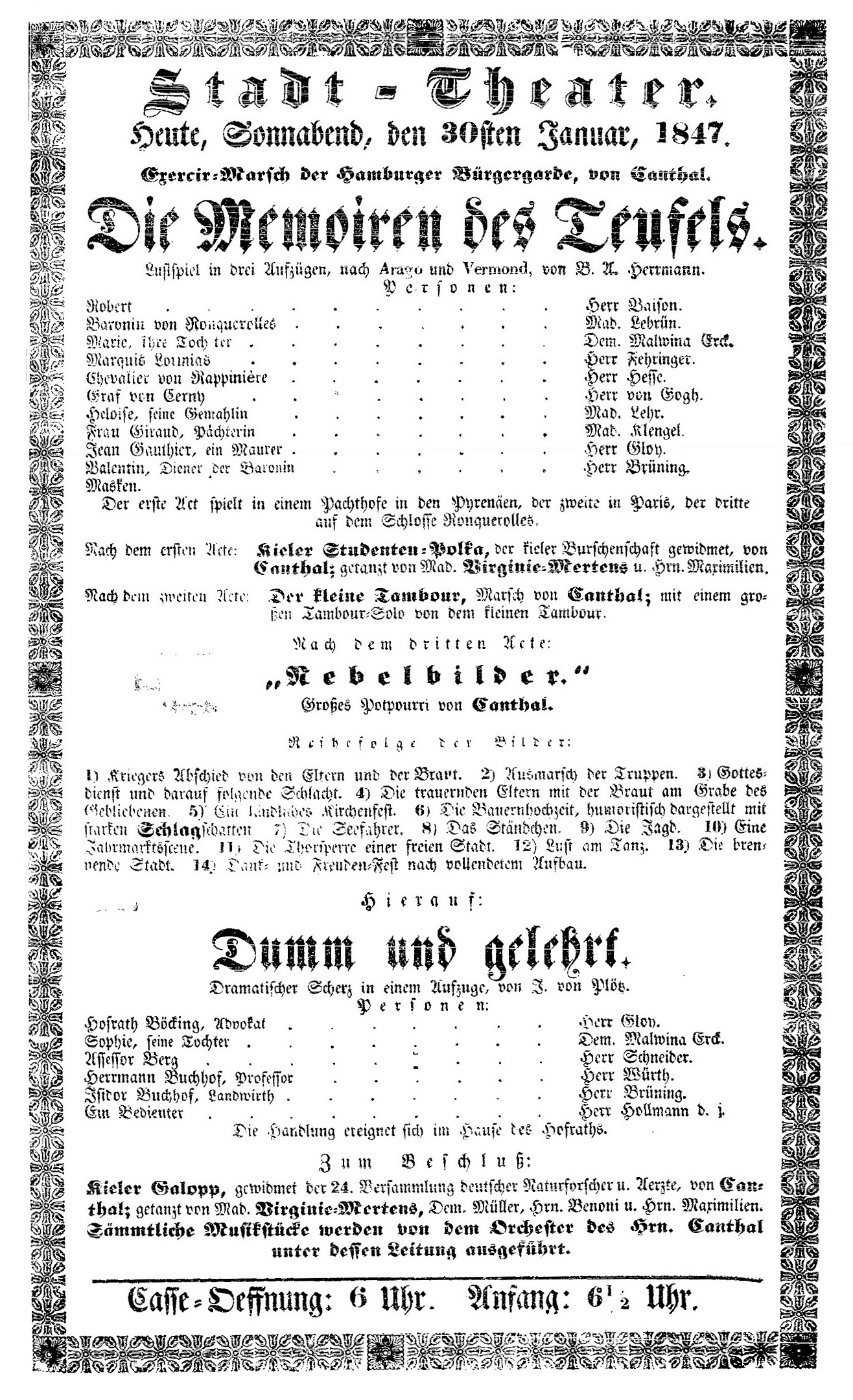
Programmzettel des Hamburger Stadt-Theaters vom 30. Januar 1847

Canthal war 20 Jahre lang Erster Flötist am Hamburger Stadt-Theater. Daneben und danach arbeitete er als freier Dirigent, Komponist und Arrangeur, weiterhin in enger Zusammenarbeit mit dem Stadttheater. Auf dem Programmzettel vom 30. Januar 1847 ist vom „Orchester des Hrn. Canthal“ die Rede.
1848 wurde er als Nachfolger von Carl Traugott Queisser Musikdirektor des Leipziger Stadtorchesters. 1853 bis 1855 war er Musikdirektor am Hamburger Stadt-Theater.
Er komponierte Spielopern, Tänze, Lieder und Märsche, von denen einige, vor allem der Soldaten-Gruß, auch überregional Verbreitung fanden.

## Werke (Auswahl)
- Klaus Störtebecker oder der Fürst des Meeres (Oper)
- Morgano (Oper)
- Hamburger Dampf-Walzer op. 67[6]
- Polka militaire op. 80[6]
- Soldatengruß op. 95[6]